# Noruega nos Jogos Olímpicos de Verão da Juventude de 2010
A Noruega participou dos Jogos Olímpicos de Verão da Juventude de 2010 em Cingapura. Sua delegação foi composta por seis atletas que competiram em quatro esportes.

## Medalhistas
| Medalha | Nome          | Esporte | Evento                 | Data         |
| ------- | ------------- | ------- | ---------------------- | ------------ |
| Bronze  | Lavrans Solli | Natação | 100 m costas masculino | 16 de agosto |

## Natação
| Evento                 | Atleta        | Qualificação | Qualificação | Semifinais   | Semifinais   | Final        | Final             |
| Evento                 | Atleta        | Resultado    | Posição      | Resultado    | Posição      | Resultado    | Posição           |
| ---------------------- | ------------- | ------------ | ------------ | ------------ | ------------ | ------------ | ----------------- |
| 100 m costas masculino | Lavrans Solli | 57.08        | 2º (1º q4)   | 56.39        | 3º (2º sf1)  | 56.20        | Medalha de bronze |
| 200 m costas masculino | Lavrans Solli | 2:04.87      | 6º (2º q1)   |              |              | 2:04.75      | 6º                |
| 100 m peito masculino  | Sverre Næss   | Não competiu | Não competiu | Não competiu | Não competiu | Não competiu | Não competiu      |
| 200 m peito masculino  | Sverre Næss   | Não competiu | Não competiu | Não competiu | Não competiu | Não competiu | Não competiu      |

## Lutas
| Atleta              | Evento                           | Preliminares                    | Preliminares              | Preliminares                  | Preliminares | Disputa do 7º lugar         | Pos. final |
| Atleta              | Evento                           | 1ª rodada                       | 2ª rodada                 | 3ª rodada                     | Pos.         | Oponente Resultado          | Pos. final |
| Atleta              | Evento                           | Oponente Resultado              | Oponente Resultado        | Oponente Resultado            | Pos.         | Oponente Resultado          | Pos. final |
| ------------------- | -------------------------------- | ------------------------------- | ------------------------- | ----------------------------- | ------------ | --------------------------- | ---------- |
| Karoline Løvik      | Livre até 52 kg feminino         | VIE Thi Quynh Diem Nguyen D 0-4 | COL Sayuri Canon D 1-3    | CHN Yuan Yuan D 0-3           | 4º           | GUM Arianna Eustaquio V 4-0 | 7º         |
| Pål Eirik Gundersen | Greco-romana até 50 kg masculino | ALG Amine Boughazi D 1-3        | UZB Nurbek Hakkulov D 0-4 | KGZ Shadybek Sulaimanov D 0-4 | 4º           | Sem oponente                | 7º         |

## Tiro
| Evento                       | Atleta           | Qualificação | Qualificação | Qualificação | Qualificação | Qualificação | Qualificação | Final       | Final       | Final       | Final       | Final       | Final       | Final       | Final       | Final       | Final       | Final       | Final       | Final       |
| Evento                       | Atleta           | 1            | 2            | 3            | 4            | Total        | Pos.         | 1           | 2           | 3           | 4           | 5           | 6           | 7           | 8           | 9           | 10          | Total final | Total       | Pos. final  |
| ---------------------------- | ---------------- | ------------ | ------------ | ------------ | ------------ | ------------ | ------------ | ----------- | ----------- | ----------- | ----------- | ----------- | ----------- | ----------- | ----------- | ----------- | ----------- | ----------- | ----------- | ----------- |
| Carabina de ar 10 m feminino | Malin Westerheim | 99           | 96           | 98           | 97           | 390          | 11º          | Não avançou | Não avançou | Não avançou | Não avançou | Não avançou | Não avançou | Não avançou | Não avançou | Não avançou | Não avançou | Não avançou | Não avançou | Não avançou |

## Vela
| Atleta       | Evento             | Regata | Regata | Regata | Regata | Regata | Regata | Regata | Regata | Regata | Regata | Regata | Regata | Total | Posição |
| Atleta       | Evento             | 1      | 2      | 3      | 4      | 5      | 6      | 7      | 8      | 9      | 10     | 11     | M      | Total | Posição |
| ------------ | ------------------ | ------ | ------ | ------ | ------ | ------ | ------ | ------ | ------ | ------ | ------ | ------ | ------ | ----- | ------- |
| Harald Fæste | Byte CII masculino | 6      | 15     | 6      | 4      | 13     | 5      | 13     | 18     | 19     | 19     | 13     | 10     | 103   | 11º     |

Notas:
- M - Regata da Medalha
- OCS – On the Course Side of the starting line
- DSQ – Disqualified (Desclassificado)
- DNF – Did Not Finish (Não completou)
- DNS – Did Not Start (Não largou)
- BFD – Black Flag Disqualification (Desclassificado por bandeira preta)
- RAF – Retired after Finishing (Aposentou-se após completar a prova)